# Blaise de Vigenère
Blaise de Vigenère [viʒnɛːʁ] (Saint-Pourçain-sur-Sioule, 5 aprile 1523 – Parigi, 19 febbraio 1596) è stato un diplomatico, crittografo, traduttore e alchimista francese.

## Biografia
Il suo nome è famoso per il Cifrario di Vigenère,  che gli è stato erroneamente attribuito nel XIX secolo.
Vigenère nacque nel villaggio di Saint-Pourçain.
All'età di 17 anni intraprese il servizio diplomatico, e vi rimase per 30 anni, ritirandosi nel 1570.
Trascorsi 5 anni della sua carriera, nonostante la sua giovane età, fu mandato come segretario alla Dieta di Worms.
All'età di 24 anni entrò al servizio del duca di Nevers.
Visse a Roma per due anni, a partire dal 1549, in missione diplomatica e vi soggiornò nuovamente nel 1566. In entrambi i viaggi venne in contatto con libri riguardanti la crittografia e con crittografi. Egli sposò una Marie Varé.
Quando Vigenère si ritirò all'età di 47 anni, donò la sua pensione annuale, di 1000 lire, ai poveri di Parigi. Nel 1584 divenne segretario di camera del re Enrico III di Francia.
Nel periodo del suo pensionamento fu autore di oltre 20 libri; fra questi:
- Traicté des Cometes
- Traicté des Chiffres ou Secrètes Manières d'Escrire (1585)
- Traicté du Feu et du Sel (1608)

Nel Traicté des Chiffres, descrive un'autochiave di sua invenzione. Questo fu il primo metodo di cifratura non banalmente accessibile dopo quello del Bellaso.
Vigenère morì per un cancro alla gola nel 1596.